# After the Storm (Crosby, Stills & Nash)
After the Storm è il tredicesimo album discografico del supergruppo rock Crosby, Stills & Nash, pubblicato nel 1994. 

## Tracce
1. Only Waiting For You – 3:57
2. Find A Dream – 3:51
3. Camera – 4:18
4. Unequal Love – 4:44
5. Till It Shines – 4:19
6. It Won't Go Away – 4:17
7. These Empty Days – 2:30
8. In My Life (The Beatles cover) – 2:20
9. Street to Lean On – 3:35
10. Bad Boyz – 4:16
11. After the Storm – 3:34
12. Panama – 4:15

## Formazione
Gruppo
- David Crosby - voce, chitarra acustica
- Stephen Stills - voce, chitarra, pianoforte, basso
- Graham Nash - voce, chitarra, armonica a bocca

Collaboratori
- Ethan Johns - batteria, percussioni
- Mike Finnigan - organo Hammond, sintetizzatore, cori
- Jody Cortez - batteria
- Freebo - basso
- Chris Stills - chitarra, pianoforte, chitarra spagnola
- Rafael Padila - percussioni
- Michael Hedges - chitarra
- James Hutch Hutchinson - basso
- Craig Doerge - tastiera
- Rick Marotta - batteria
- Benmont Tench - organo Hammond B3
- Joe Rotondi - tastiera
- Alexis Sklarevski - basso
- Tris Imboden - batteria
- Lenny Castro - percussioni
- Jen Stills - cori